# Syria na Letnich Igrzyskach Paraolimpijskich 2000
Syrię na Letnich Igrzyskach Paraolimpijskich w Sydney reprezentowało 4 zawodników (3 mężczyzn i 1 kobieta). Był to trzeci start tego kraju na Letnich Igrzyskach Paraolimpijskich. Reprezentanci tego kraju nie zdobyli żadnego medalu.

## Wyniki

### Podnoszenie ciężarów

#### Mężczyźni
| Zawodnik              | Kategoria | Wynik                          | Pozycja |
| --------------------- | --------- | ------------------------------ | ------- |
| Youssef Cheikh Younes | do 52 kg  | 147,5 kg                       | 7.      |
| Aamer Ghazi           | do 56 kg  | Nie zaliczył żadnego podejścia | -       |
| Ammar Cheikh Ahmad    | do 75 kg  | 185 kg                         | 7.      |

#### Kobiety
| Zawodniczka  | Kategoria  | Wynik   | Pozycja |
| ------------ | ---------- | ------- | ------- |
| Rasha Sheikh | do 67,5 kg | 97,5 kg | 4.      |